# Hit the Lights (gruppo musicale)
Gli Hit the Lights sono un gruppo musicale pop punk statunitense attivo dal 2003.

## Storia del gruppo
Il gruppo si è formato a Lima (Ohio) nel 2003. Il primo EP è stato pubblicato nel 2004. Dopo la pubblicazione di un altro EP (Until We Get Caught) uscito per la Silent Movie Records, la band ha firmato un contratto con la Triple Crown Records.
Nell'aprile 2006 è stato pubblicato il disco d'esordio. Nel luglio 2008 è uscito il secondo album, prodotto da Rob Freeman, mentre nel 2012 è stato pubblicato Invicta, terzo album in studio.

## Formazione

### Formazione attuale
- Nick Thompson – voce (dal 2008), chitarre, cori (2003-2007)
- Omar Zehery – chitarre (dal 2003)
- Kevin Mahoney – chitarre, cori (dal 2008)
- David Bermosk – basso, cori (dal 2003)
- Nate Van Damme – batteria, percussioni (dal 2005)

### Ex componenti
- Ryan Radebaugh – batteria, percussioni (2003-2005)
- Colin Ross – voce (2003-2007)

## Discografia

### Album in studio
- 2006 – This Is Stick Up... Don't Make It a Murder
- 2008 – Skip School, Start Fights
- 2012 – Invicta
- 2015 – Summer Bones

### EP
- 2004 – Leaving Town Tonight
- 2005 – Until We Get Caught
- 2009 – Coast to Coast
- 2011 – Invicta EP
- 2016 – Just to Get Through to You

### Split
- 2004 – From Ohio with Love (con A Day in the Life e The Red Affaire)

### Partecipazioni a compilation
- 2011 – Punk Goes X